# Adrian Przyborek
Adrian Przyborek (ur. 1 stycznia 2007 w Koszalinie) – polski piłkarz, występujący na pozycji pomocnika w klubie Pogoń Szczecin.

## Sukcesy
Pogoń Szczecin
- Finał Pucharu Polski 2023/2024[4], 2024/2025[5]